# Alfons VI av Portugal
Alfons VI (portugisiska Afonso VI), född 21 augusti 1643, död 12 september 1683, var kung av Portugal 1656–1683. Han var son till sin företrädare Johan IV av Portugal, av huset Bragança.
Han regerade aldrig själv, och var fram till 1666 under förmynderskap av sin mor Luisa de Guzmán. Alfons VI:s bror Pedro tog makten vid en kupp 1667 i samarbete med Alfons fru Maria Francisca av Nemour och blev riksföreståndare. Alfons VI for till Azorerna, där han sedermera dog 1683. Då tog Pedro kungatiteln och blev Peter II av Portugal.